# БлекБеррі (фільм)
«BlackBerry» (англ. BlackBerry) — фільм-докудрама канадського режисера Метта Джонсона, знятий за його сценарієм. Головні ролі в ньому зіграли Джей Барушель та Гленн Ховертон. Прем'єра відбулася 17 лютого 2023 року на 73-му Берлінському кінофестивалі.

## Сюжет
Літературною основою сценарію стала книга Джекі Мак-Ніш, яка розповідає про зліт і падіння канадського підприємства BlackBerry. У центрі сюжету взаємини засновників компанії Майкла Лазарідіса та Джима Балсиллі.

## В ролях
- Джей Барушель — Майк Лазарідіс
- Гленн Ховертон — Джим Балсиллі
- Кері Елвес - Карл Янковський
- Сол Рубінек — Джон Вудман
- Майкл Айронсайд — Чарлі Парді
- Річ Соммер — Пол Станос

## Виробництво та прем'єра
Фільм був анонсований у серпні 2022 року. У вересні стало відомо, що дистриб'ютором картини на території США стане компанія IFC Films.
Прем'єра відбулася 17 лютого 2023 року на 73-му Берлінському кінофестивалі, в рамках основної програми.

## Критика
На сайті агрегатора рецензій Rotten Tomatoes фільм має рейтинг 94 %, заснований на 18 рецензіях із середнім балом 7,6/10. На сайті Metacritic рейтинг фільму 83 зі 100, заснований на 10 рецензіях.